# ایلیا زلینکا
ایلیا زِلیِنکا (اسلواکی: Ilja Zeljenka; ۲۱ دسامبر ۱۹۳۲ – ۱۳ ژوئیهٔ ۲۰۰۷) آهنگساز اهل کشور اسلواکی بود. او که در براتیسلاوا متولد شده بود، بین سال‌های ۱۹۵۱–۱۹۵۶ نزد یان سیکر موسیقی آموخت. در طول دهه ۱۹۷۰ لحن تجربی تر او توسط رژیم کمونیستی چکسلواکی سرکوب شد و او موسیقی مبتنی بر موسیقی محلی و سبک‌های نئورومانتیک تولید کرد.